# Parc national Mochima
Le parc national Mochima (Parque Nacional Mochima) est un parc national situé dans les États de Anzoátegui et Sucre, au Venezuela, en bordure de la mer des Caraïbes. L'une des villes les plus proches est Cumanà, la capitale de l'État de Sucre.
Il a été créé le 19 décembre 1973. Sa superficie est de 949,35km carré